# Crypthelia formosa
Crypthelia formosa är en nässeldjursart som beskrevs av Stephen D. Cairns 1983. Crypthelia formosa ingår i släktet Crypthelia och familjen Stylasteridae.
Artens utbredningsområde är Södra Ishavet. Inga underarter finns listade i Catalogue of Life.